# Ob-La-Di, Ob-La-Da
〈Ob-La-Di, Ob-La-Da〉는 1968년 음반 《The Beatles》에 수록된 비틀즈의 노래이다. 레논-매카트니의 작품임에도 불구하고, 그 곡은 폴 매카트니에 의해서만 쓰여졌다. 그것은 많은 나라에서 같은 해에 싱글로 발매되었지만, 그들의 모국인 영국과 미국에서는 1976년까지 발매되지 않았다.

## 가사
폴 매카트니는 영국에서 하이라이프와 레게 음악이 인기를 얻기 시작할 즈음에 이 곡을 썼다. 시작곡은 "Desmond has a barrow in the market-place (데스먼드는 시장에서 손수레를 끄는 남자고)"으로 최초로 영국 투어를 성공적으로 마친 세계적으로 유명한 자메이카 스카와 레게 음악가인 데스먼드 데커에 대한 언급이었다. 태그 라인 인 "ob-la-di, ob-la-da, life goes on, brah (인생은 흘러가는거야)"은 매카트니의 지인인 나이지리아 콩가 연주자 지미 스캇이 사용한 표현이다. 대중 문화에서 사용된 또 다른 용어의 예로, 메리 루 윌리엄스가 디지 길레스피를 위해 작곡한 1945년 노래 〈In the Land of Oo-Bla-Dee〉가 있다 (《Dizzy Digs Paris》에서 들을 수 있다).
이 노래는 내림나장조로 되어 있으며 박자표로 되어 있었다. 《Anthology 3》 발행된 얼터너티브 버전은 가장조이다.

## 참여 인원
- 폴 매카트니 – 보컬, 일렉트릭 베이스, 어쿠스틱 베이스[3], 박수, 보컬 퍼커션
- 존 레논 – 피아노, 백 보컬, 박수, 구어, 보컬 퍼커션
- 조지 해리슨 – 어쿠스틱 기타, 백 보컬, 박수, 구어, 보컬 퍼커션
- 링고 스타 – 드럼, 봉고, 마라카스, 다른 퍼커션, 박수, 보컬 퍼커션

이언 맥도널드과 마크 루이슨 인원
- 조지 마틴이 주선한 호른

## 트리비아
기아자동차의 쏘울이라는 차의 광고에 이 노래가 나온다.